# La fine di tutti i guai
La fine di tutti i guai è il nono album in studio del cantautore italiano Sergio Cammariere, pubblicato il 10 maggio 2019 dalla Parco Della Musica Records.

## Descrizione
Contiene 11 canzoni inedite scritte da Sergio Cammariere con Roberto Kunstler, prodotto da Giandomenico Ciaramella per Jando Music, Sergio Cammariere per Grandeangelo SRL e Aldo Mercurio in coproduzione con Parco della Musica Records e distribuito da Egea. Nel disco hanno suonato Amedeo Ariano alla batteria, Luca Bulgarelli al contrabbasso, Daniele Tittarelli al sax soprano e Bruno Marcozzi alle percussioni. Tra gli ospiti dell’album, il violinista albanese Olen Cesari, il chitarrista brasiliano Roberto Taufic e l’organetto di Alessandro D’Alessandro. Chiudono la sessione di registrazione Alfredo Golino alla batteria e Maurizio Fiordiliso alle chitarre elettriche.

## Tracce
Testi di Roberto Kunstler, musiche di Sergio Cammariere.
1. Danzando nel vento
2. Ma stanotte dimmi dove stai
3. La fine di tutti i guai
4. Il tuo amico di sempre
5. Io so
6. Dimmi almeno una parola
7. Se conosci il blues
8. Solo per te
9. Mi domando se
10. La sola cosa vera
11. Con te sarò